# Iambia transversa
Iambia transversa  là một loài bướm đêm trong họ Noctuidae.